# Amtsgericht Culm
Das Amtsgericht Culm war ein preußisches Amtsgericht mit Sitz in Culm.

## Geschichte
Das königlich preußische Amtsgericht Culm wurde mit Wirkung zum 1. Oktober 1879 als eines von neun Amtsgerichten im Bezirk des Landgerichtes Thorn im Bezirk des Oberlandesgerichtes Marienwerder gebildet. Der Sitz des Gerichtes war Culm. Sein Gerichtsbezirk umfasste den Kreis Culm ohne die Teile, die den Amtsgerichten Briesen und Culmsee zugeordnet waren. Am Gericht bestanden 1880 fünf Richterstellen. Das Amtsgericht war damit ein großes Amtsgericht im Landgerichtsbezirk. Der Amtsgerichtsbezirk kam aufgrund des Versailler Vertrages 1919 zu Polen, und das Amtsgericht stellte seine Arbeit ein. Im Jahre 1939 wurde Polen deutsch besetzt. Im Rahmen der Neuorganisation der Gerichte in Ostdeutschland und im ehemaligen Polen wurden das Amtsgericht Culm neu gebildet und erneut dem Landgericht Thorn zugeordnet.
Im Jahre 1945 wurde der Amtsgerichtsbezirk unter polnische Verwaltung gestellt, und die deutschen Einwohner wurden vertrieben. Damit endete auch die Geschichte des Amtsgerichtes Culm. Unter polnischer Verwaltung entstand das Sąd Rejonowy w Chełmnie (1950–1975: Sąd Powiatowy w Chełmnie).